# Balogunyom
Balogunyom es un pueblo ubicado en el distrito de Szombathely, condado de Vas, Hungría.

## Superficie
Posee una superficie de 12,12 kilómetros cuadrados.

## Demografía
Hasta 2022 la población era de 1121 habitantes, con una densidad de población de 92,49 habitantes por kilómetro cuadrado.